# Tetragona dissecta
Tetragona dissecta är en biart som beskrevs av Jesus Santiago Moure 2000. Tetragona dissecta ingår i släktet Tetragona och familjen långtungebin. Inga underarter finns listade i Catalogue of Life.